# Mausolée du prophète Daniel
Le mausolée du prophète Daniel ou mausolée Khodja Donior (en ouzbek : Xoʻja Doniyor maqbarasi / Хўжа Дониёр мақбараси ; en russe : Мавзоле́й Ходжа́ Дониёр ; en persan : آرامگاه دانیار ; hébreu : מאוסוליאום דניאל ) est un mausolée situé à Samarcande en Ouzbékistan, dans lequel se trouve la dépouille du prophète Daniel.
Le mausolée et le complexe se trouvent dans la partie nord-est de la ville de Samarcande, à la périphérie nord-est de l'ancien site archéologique d'Afrassiab, sur une petite colline au pied duquel coule la rivière Siab (ru),.

## Histoire

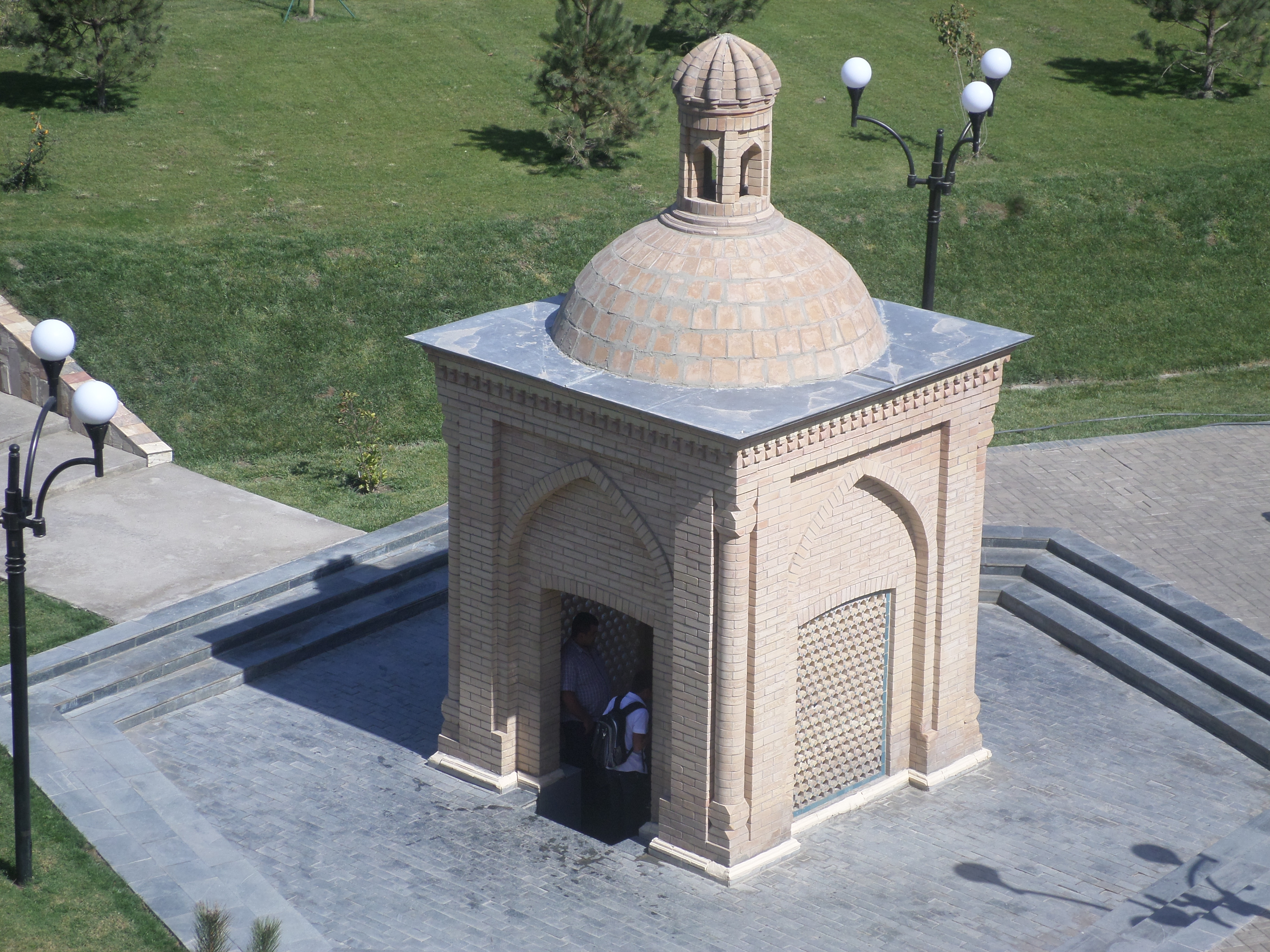
Ab anbar de la source sacrée.

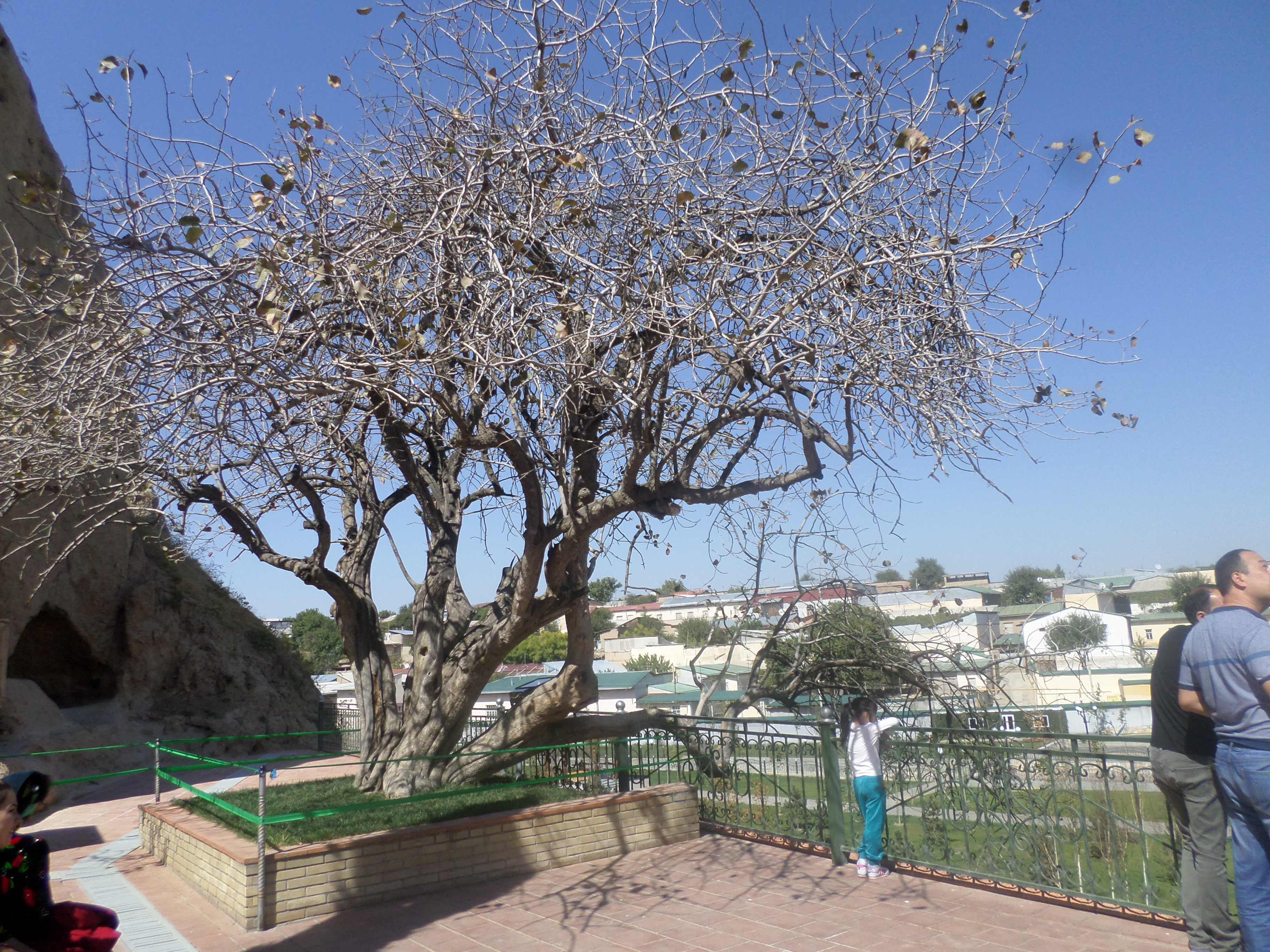
Pistachier consacré par le patriarche Alexis II de Moscou.

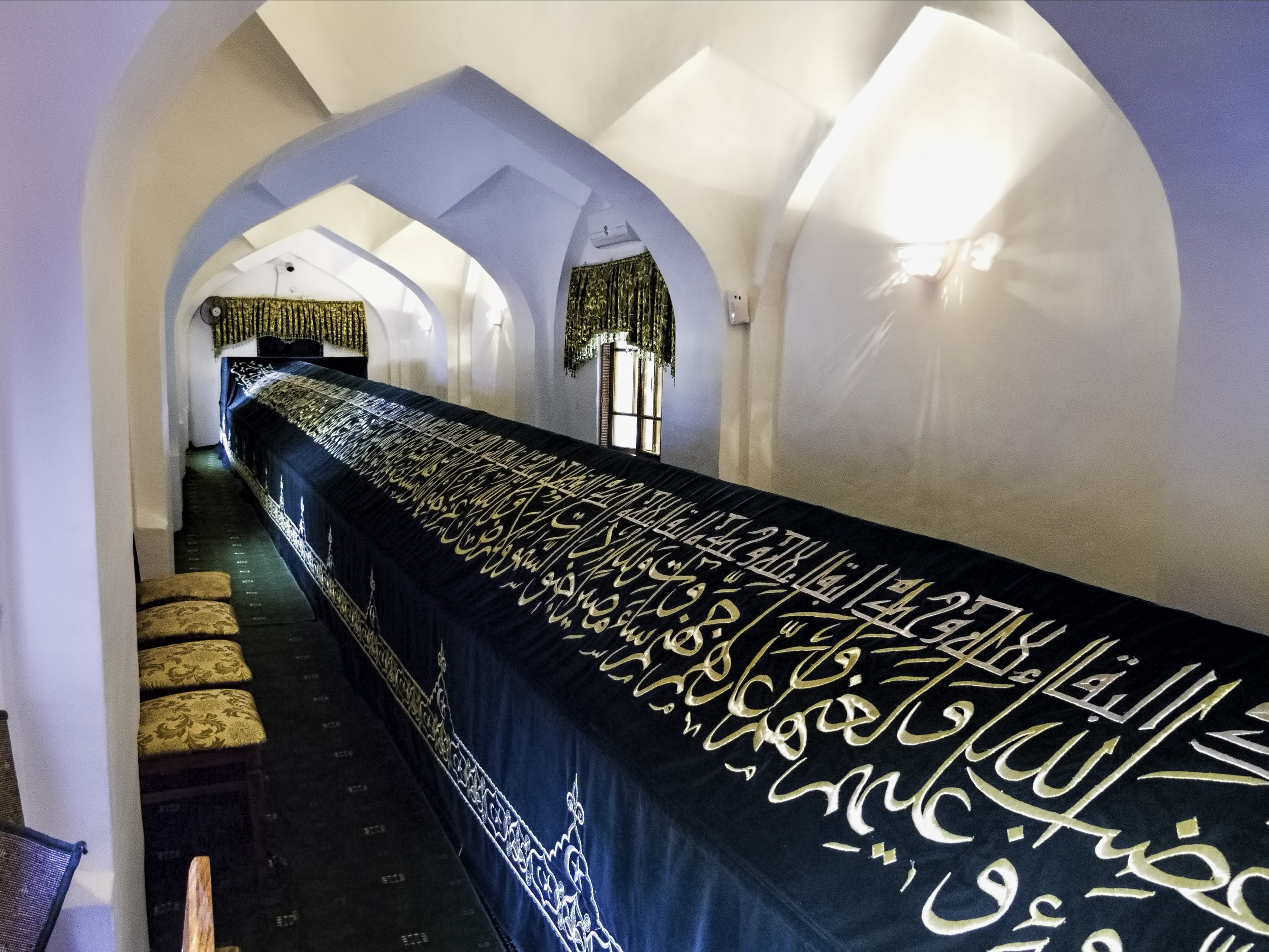
Cercueil dans lequel est conservée la dépouille du prophète.

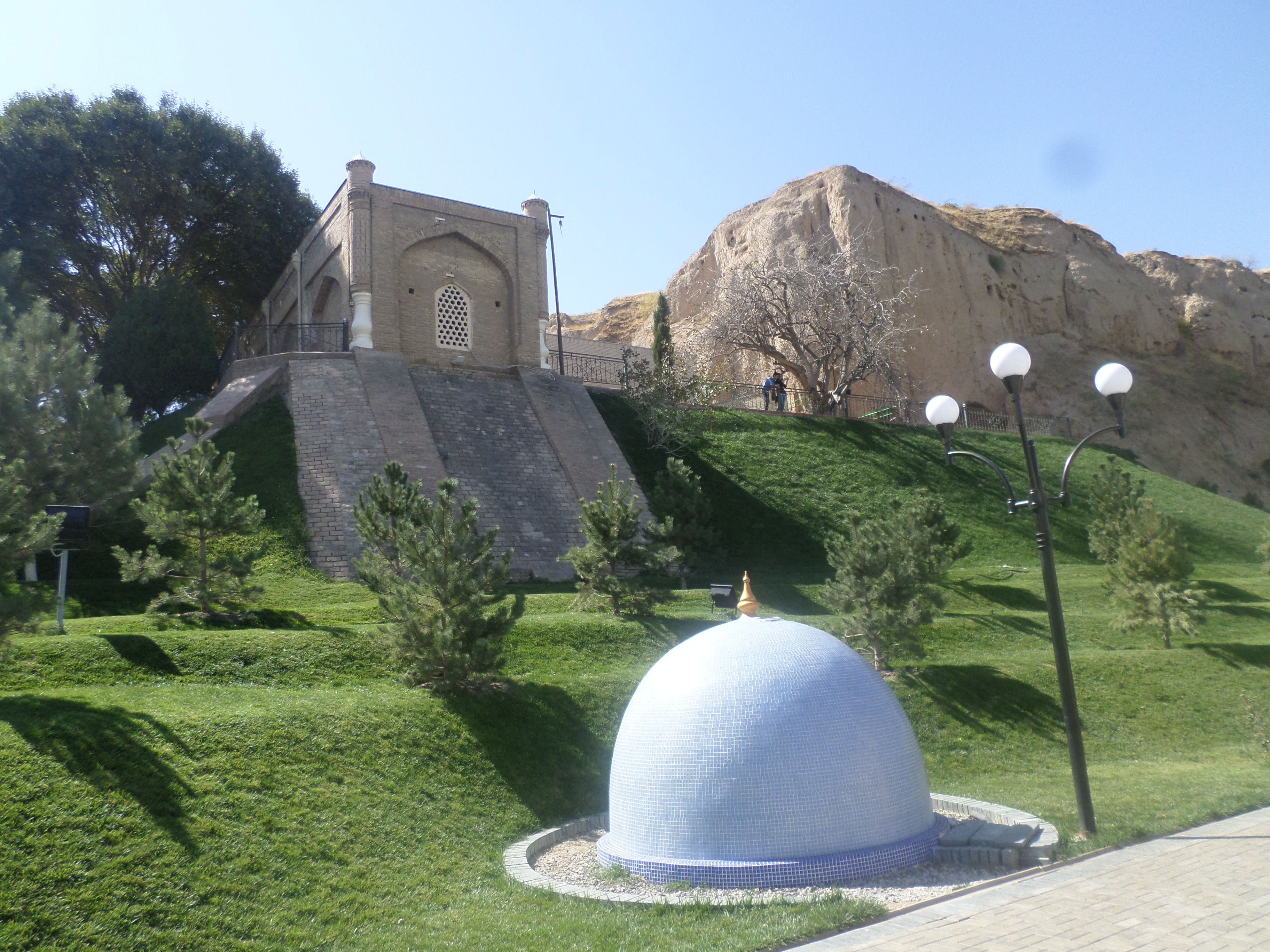
Vue du mausolée et du dôme de la source sacrée.

Selon les informations légendaires, la dépouille du prophète de l'Ancien Testament Daniel, a été amenée à Samarcande en provenance d'Anatolie par le conquérant Timour. Le mausolée actuel et le complexe ont été reconstruits au début du XXe siècle à plusieurs reprises.
Selon le livre historique Samaria, de l'historien de l'Asie centrale Abou Takhirkhodji Samarcandi (ru), le prophète Daniel était un des compagnon du prophète arabe islamique Koussama ibn Abbassa, qui a joué un rôle clé dans l'implantation de l'islam à Samarcande et dans les environs. Dans le christianisme, le prophète Daniel est un des grands prophètes, auteur dans la Bible, dans l'Ancien Testament, du Livre de Daniel. Dans le judaïsme, Daniel est également vénéré. Son Livre se trouve dans la Bible hébraïque le Tanakh.
La sépulture du prophète Daniel avait initialement été installée dans la Suse antique (actuel territoire de l'ostan de Khouzistan) en Iran. Amir Timour fit transporter, à la fin du XIVe siècle, la dépouille du prophète jusqu'à Samarcande pour renforcer la renommée de la sa capitale. Selon la légende, quand la caravane s'approcha de Samarcande, le cheval qui transportait les restes du prophète s'arrêta à l'endroit où se trouve aujourd'hui le tombeau. Timour décida d'enterrer les restes du prophète à cet endroit précis. Toujours suivant la légende un coup de sabot du cheval a marqué l'emplacement de la source d'une eau réputée curative, selon la légende.
Après la construction du mausolée, au fil des années, la dépouille aurait commencé à croître de quelques centimètres chaque année, atteignant aujourd'hui une longueur de 18 mètres environ. Le cercueil et le mausolée ont été périodiquement allongé par les mollahs et au début du XXe siècle un long mausolée rectangulaire a été construit pour l'abriter. Il est dominé par cinq petits dômes selon les plans de l'architecte. Abdoukadyr Tchaldivar (ru). À l'intérieur du mausolée, se trouve le long cercueil dans lequel se trouvent la dépouille du prophète.

## Complexe
Sur le territoire du complexe se trouve aussi un Ab anbar au-dessus de la source, réputée curative. De nombreux pèlerins de plusieurs religions boivent de son eau dans l'espoir de guérir de maladies ou simplement de se sanctifier. Dans le complexe, un iwan protège les pèlerins qui désirent prier.
En 1996, le 15e patriarche de Moscou et de toute la Russie Alexis II de Moscou, lors de sa visite en Ouzbékistan, a visité Samarcande et le mausolée du prophète Daniel. Il a consacré à cette occasion un pistachier, qui se trouvait dans le complexe.
En 2001, la ville de Samarcande et ses sites historiques et archéologiques, parmi lesquelles le complexe du mausolée du Prophète Daniel ont été inscrits dans la liste du patrimoine mondial en Ouzbékistan sous la dénomination Samarcande-carrefour des cultures.